# Billy Holmes
William Marsden Holmes (Matlock, Derbyshire, 1875 – 1922. február 22.) angol labdarúgó, hátvéd, majd edző.

## Sikerei, díjai

### Játékosként
Manchester City FC:
- Second Division bajnok: 1898–99